# 海外关系
在中国大陆，海外关系是指居住在大陆的中国公民与大陆以外（主要指在欧美、台湾、香港）的人具有的亲戚、朋友关系。在改革开放以前，拥有海外关系的人往往成为政治斗争的牺牲品；而改革开放以后，海外关系成为正常的国际人际关系，有海外关系的人不再受到迫害。

## 历史
在1980年代以前，有海外关系的人，被认为社会历史背景复杂，普遍有通敌嫌疑，具有不被信任、不宜使用的政治条件。这与当时官方意识形态的阶级分析世界图式有关：全球地缘政治分为两大阵营：敌──帝（主要指美国）修（主要指苏联）反；我、友──亚非拉（主要指发展中国家）。在这种格局中，国际上存在着激烈的阶级斗争，“帝修反亡我之心不死，他们时刻准备包括以武力对抗、和平演变及阴谋渗透在内的各种方式，企图颠覆社会主义中国”。因此一切与西方（欧美）、台港有关的事物（如美国之音、BBC）都包藏着祸心、阴谋。有“海外关系”的人被指为“反动的社会基础”。陈伯达甚至说，“归侨多”的地区，是“特务联合国”。
虽然海外关系从未被正式、公开规定为一种罪行；但在经过阶级斗争观念多年熏陶的普通人心目中，它确实是通敌嫌疑的表征，应该在政治运动中首先受到关注、审查。在需要高度保密的工作岗位（如国防高精尖科研、工厂、空军等单位），招聘人员时首先就要剔除有海外关系的人，人事、组织部门也不使用有海外关系者。所以多数人填写履历表中的社会关系时，都隐瞒了在海外的亲戚、朋友（已经公开的除外）；在日常交往中亦决不向外人提及，连子女也不知道有这门亲戚。而在1950年代放弃海外舒适的生活回国，投身祖国建设的一大批归国华侨青年，历次政治运动都因海外关系受到严厉的审查乃至批斗，尤以文革为甚。其中一些人因为实在不堪忍受非人折磨和被当作异端的疏远、冷落，而含恨离开祖国。没有人敢于或愿意对有这种罪名的人表示同情。
1969年10月，在侨眷众多的广东省制订了《处理有海外关系干部的六条规定》。规定提出“凡是有港澳、海外关系的干部，不管亲属从事什么职业，如果经过教育，仍然保持政治、经济联系，要从严处理”；“要视情况进行必要的批判斗争教育，并要进行审查（严重的要清除出队，有的退职）”；今后“一律不吸收有海外、港澳关系的人当干部，对干部的婚姻要把好关”，等等。并立即在广东省整党工作会议上全面推行。有的地方曾任意揪斗侨眷、归侨；以“清理阶级队伍”为名，把有海外亲属关系的干部、职工开除、下放。侨眷、归侨同国外亲人的正常通信联系被扣上“里通外国”的帽子；国外亲人汇来的赡家侨汇，被说成是“特务经费”。大抓“叛徒”、“特务”，使不少归侨因“海外关系”问题受到冲击，制造了一些假案。
文革后有分析说，海外关系的定义是用地域来规范、代替阶级分析，从逻辑上说犯了定义太宽的错误，从政治上说是打击面太大。因此文革结束以来，中国大陆大面积落实新的侨务政策，废除过去的歧视性规定，为受到审查、迫害的归侨平反冤假错案，恢复名誉；德才兼备的归侨、侨眷干部，被选拔到市区县一级的领导岗位上；归侨、侨眷的子女在参军、升学、入团、入党、提干等方面也一视同仁。这为后来的改革开放、引进外资做了铺垫。
在改革开放初期，由于有外汇收入，有海外读书签证的方便，海外关系又成了让人们艳羡、眼红的资本。近年以来，随着中华人民共和国的出入境政策和对外关系政策放宽，海外关系不再稀缺，中国大陆公民与境外公民的交往逐渐常态化。